# Ivalde
Ivalde er i nordisk mytologi navnet på den dværgfyrste, som er fader til Ivalde-sønnerne. Han har med lysdisen Hildegun børnene, Idun; Hjuke og Bil.
| Nordisk mytologi | Spire Denne artikel om nordisk religion og mytologi er en spire som bør udbygges. Du er velkommen til at hjælpe Wikipedia ved at udvide den. |